# La Barca
 La Barca est une ville et une municipalité de l'État de Jalisco au Mexique. La municipalité a 65 055 habitants en 2015.

## Géographie
La Barca est située à 1 536 m d'altitude dans la région Ciénega de l'État de Jalisco à une centaine de kilomètres à l'est de Guadalajara.
| Ocotlán | Atotonilco el Alto                             |              |
|         | La Barca                                       | Ayotlán (es) |
| Jamay   | Briseñas de Matamoros (es) (État de Michoacán) |              |

La municipalité est sur la rive droite du río Lerma dans le bassin versant Atotonilco-Turbio et le bassin hydrographique Lerma-Chapala-Santiago. Plusieurs barrages alimentent les canaux d'irrigation de la vallée.
La température moyenne annuelle est de 19,7 °C. Il pleut principalement de juin à octobre. En moyenne, il tombe 862,7 mm de pluie par an et il y a 6,6 jours de gel par hiver.

## Histoire
Les environs de La Barca se nomment Chienahuatenco ou Chinahuatengo en nahuatl, ce qui signifie au bord de la rivière Chienahua, autrement dit au bord du río Lerma.
Le transfert de Guadalajara dans la vallée d'Atemajac fait de ce lieu une étape de la route Guadalajara-Mexico. Les Espagnols de Nouvelle-Galice y fondent la ville en 1553 sous le nom de « Santa Mónica de La Barca ». La traversée du fleuve s'effectue par bateau, au moyen d'une grande « barque » qui donne son nom à la route et à la ville. La route reprend sur la rive gauche du río Lerma et continue en direction de Zamora puis de Valladolid, à mi-chemin entre Guadalajara et Mexico, Vallalolid qui deviendra plus tard la capitale de l'État de Michoacán sous le nom de Morelia.
Après l'indépendance, La Barca devient le chef-lieu du 3e canton de l'État de Jalisco. Elle acquiert en 1824 le statut de ville et en 1917 celui de municipalité.

## Démographie
En 2010, la  municipalité compte 64 269 habitants pour une superficie de 379,48 km2. La majorité de la population est urbaine, notamment les 35 219 personnes qui vivent au chef-lieu La Barca. Parmi les 74 autres localités habitées, les plus importantes sont :
- Portezuelo (2 802 habitants),
- San Antonio de Rivas (2 274 habitants),
- Villa García Márquez (2 199 habitants),
- Zalamea (2 148 habitants).

Au recensement de 2015, la population de la municipalité passe à 65 055 habitants.

## Points d'intérêt
On peut signaler le site archéologique de Portezuelo, vieux de 2000 à 2500 ans ; le musée La Moreña, une maison coloniale léguée à la ville par don Francisco Velarde surnommé « l'âne d'or », fusillé par les républicains à Zamora en 1865 ; les œuvres du peintre Gerardo Suárez présentées au musée La Moreña ; les autres  bâtiments coloniaux du centre-ville tels que
- la chapelle San Nicolás de Tolentino, XVIIe siècle ;
- le palais municipal, fin du XVIIe siècle ;
- l'église paroissiale Santa Mónica, XVIIIe siècle.

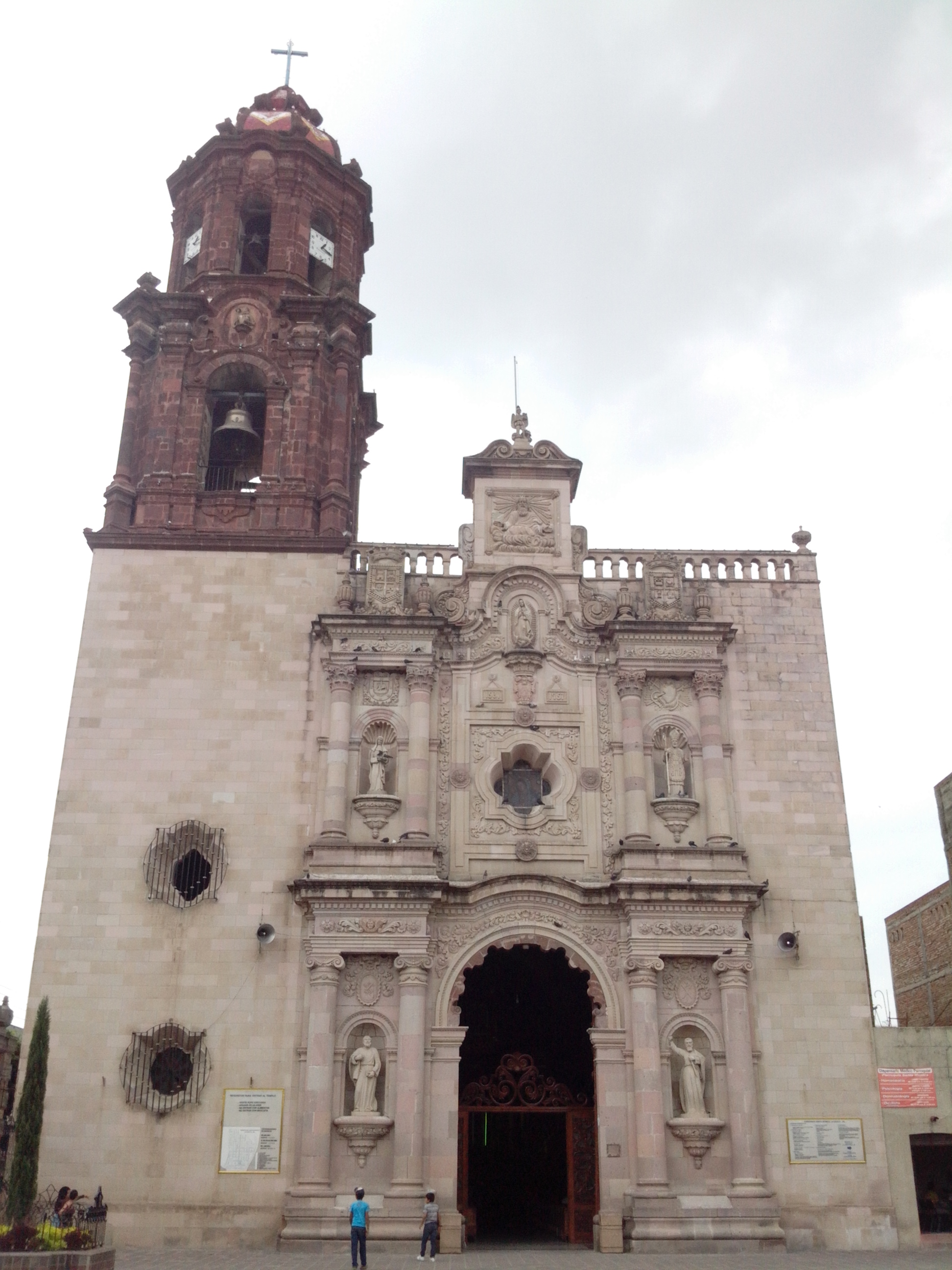
Église Santa Moníca.
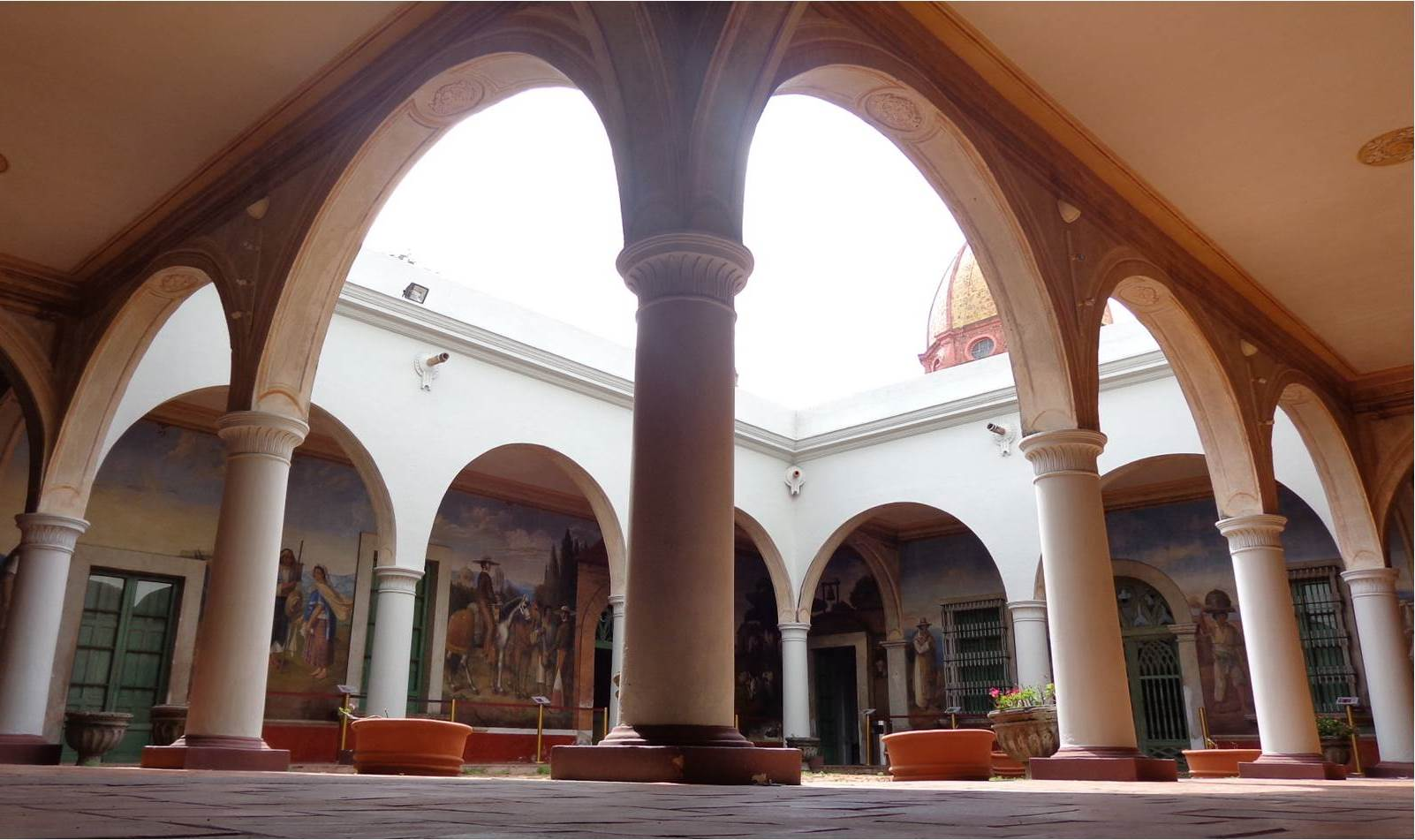
Patio central de La Moreña.
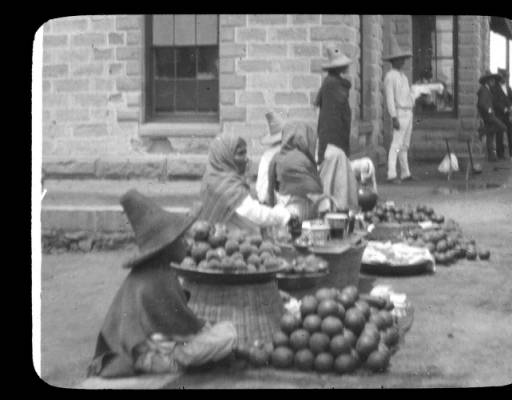
Vendeurs de fruits à la gare avant 1901.
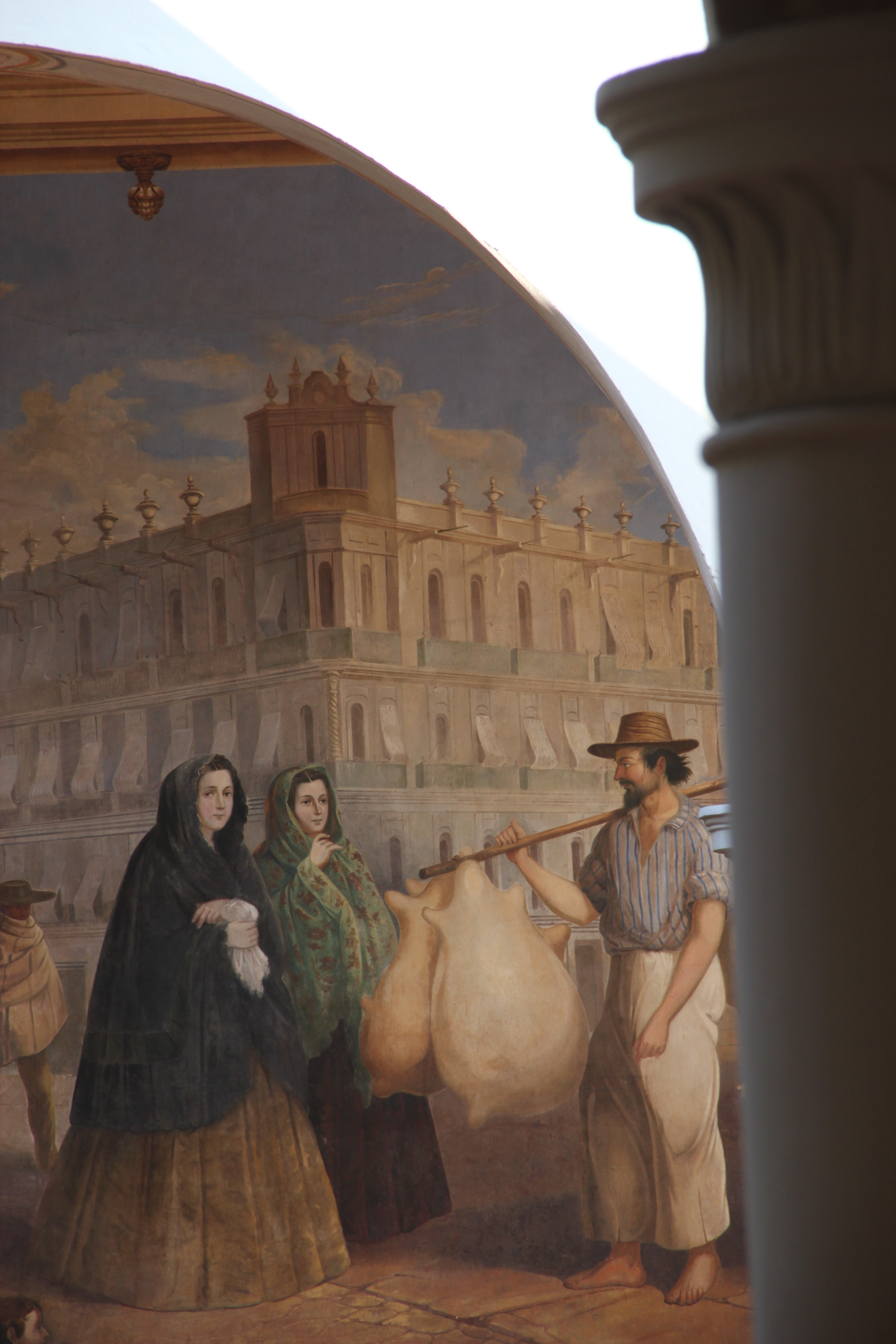
Peinture à La Moreña.